# Dolmen Novo Milenio

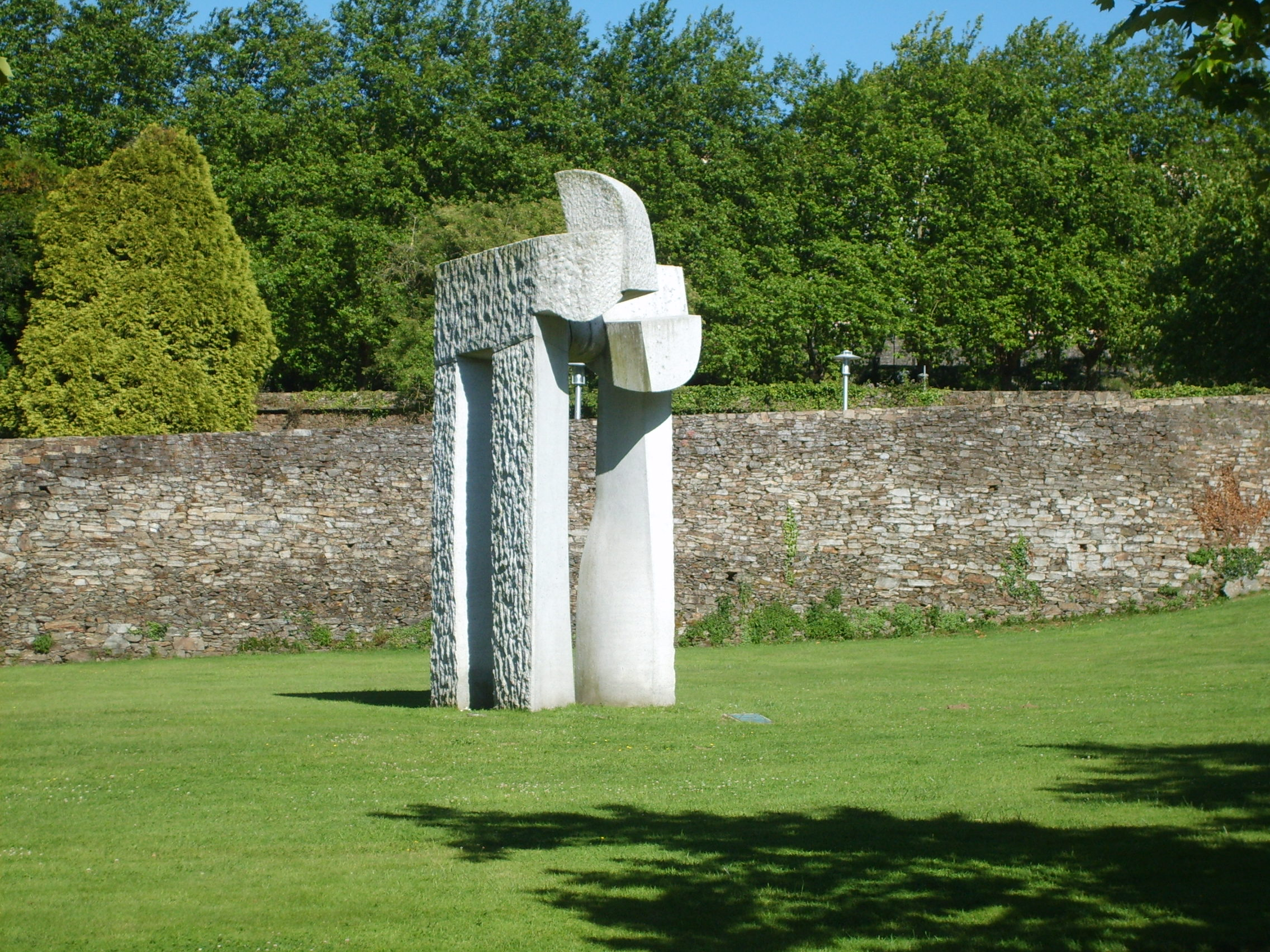
Dolmen Novo Milenio.

Dolmen Novo Milenio (Dolmen Nuevo Milenio en español) es una escultura de Silverio Rivas del año 2000 situada en el Parque de la Música en Santiago de Compostela, en frente del Auditorio de Galicia. La obra fue inaugurada en el marco de las celebraciones de la Ciudad Europea de la Cultura del Año 2000.